# فيليكس ديسيما
فيليكس ديسيما (بالإسبانية: Félix Décima)‏ هو لاعب كرة قدم أرجنتيني في مركز الوسط، ولد في 7 سبتمبر 1979 في إيزيزا في الأرجنتين. لعب مع ديبورتيفو إسبانول وسان مارتين دي سان خوان وفيرو كاريل أويستي.